# Friedrich Schlegel
Karl Wilhelm Friedrich von Schlegel (Hanôver, 10 de março de 1772 - Dresden, 12 de janeiro de 1829) foi um poeta, crítico literário, filósofo, filólogo, indologista e tradutor alemão liberal. Irmão mais novo do também filósofo August Wilhelm Schlegel, participou da primeira fase do Romantismo na literatura alemã, conhecida como Frühromantik ou Romantismo de Jena. Schlegel foi também um pioneiro nos estudos das línguas indo-europeias e da linguística comparada. A correspondência entre o "p" latino e o "f" germânico foi observada pela primeira vez por ele, em 1806, e seria o prelúdio da Lei de Grimm, em 1822, descrita em detalhes por Jacob Grimm. Os irmãos Friedrich e August Schlegel trabalharam a classificação tipológica das línguas, ou seja, a divisão morfológica "clássica" de tipos de línguas: isolantes (ou monossilábicas), aglutinantes, flexivas (ou fusionantes) e  polissintéticas.

## Biografia
Seu pai, Johann Adolf Schlegel (1721-1793), era pastor luterano. Sua mãe, Johanna Christiane Erdmuthe Hübsch (1735-1811), era filha de um professor de matemática. Friedrich tinha nove irmãos, sete homens e duas mulheres. Na família havia um ambiente artística e intelectualmente aberto.
Em 1796, Friedrich Schlegel estabeleceu-se, com o irmão mais velho, August Wilhelm Schlegel, em Jena. Na casa dos irmãos, reuniam-se escritores, poetas e filósofos que deram origem ao romantismo alemão, como Goethe, Tieck e Schiller, com quem F. Schlegel rompeu espetacularmente. Foi influenciado pela filosofia de Fichte. Em 1798 tornou-se companheiro (casado só em 1804) de Dorothea Veit (1763-1839), filha do filósofo judeu Moses Mendelssohn, cujo gosto literário o fortaleceu nas convicções românticas.
Suas críticas magistrais do Wilhelm Meister, de Goethe, e de peças de Shakespeare foram incluídas no volume, editado juntamente com August Wilhelm Schlegel, Interpretações e críticas.
Entre 1798 e 1800 dirigiu a importante revista literária dos românticos, Athenaeum, na qual colaboraram Schleiermacher e Novalis. Seu romance Lucinde, de 1801, em defesa do amor livre, não foi bem recebido pela crítica de seu tempo, mas no século XX foi comparado à obra de Thomas Mann.
Friedrich Schlegel também viveu em Paris, entre 1802 e 1804, quando se dedicou ao estudo do sânscrito e produziu o ensaio Sobre a língua e a sabedoria dos indianos (Über die Sprache und Weisheit der Indier), de 1808, que teve ampla repercussão.
Em 1808, ele e sua esposa Dorothea convertem-se ao catolicismo.  A partir de então, passa a se opor cada vez mais aos princípios da liberdade política e religiosa. Transfere-se para Viena e em 1809 é nomeado secretário imperial da Corte e, como tal, acompanha o arquiduque Carlos à guerra, ao mesmo tempo em que divulga veementes declarações contra Napoleão Bonaparte e edita o jornal do exército. No mesmo ano, durante a Guerra da Quinta Coalizão (Reino Unido e Áustria contra a França), Schlegel permanece estacionado em Pest, onde estuda húngaro. Publica sua coletânea Geschichte ('Histórias') (1809) e duas séries de conferências, Über die neuere Geschichte ('Sobre a Nova História') (1811) e Geschichte der alten und neuen Literatur ('História da Literatura Antiga e Moderna') (1815). Em 1814, torna-se cavaleiro da Ordem Suprema de Cristo.
Em colaboração com Josef von Pilat, editor do Österreichischer Beobachter, e com a ajuda de Adam Müller e Friedrich Schlegel, Metternich e Friedrich von Gentz projetaram uma visão da Áustria como a líder espiritual da nova Germânia, tirando sua força e inspiração de uma visão romantizada do seu passado medieval católico. 
Em 1815, após o Congresso de Viena, Schlegel torna-se conselheiro da legação austríaca no Bundestag, mas, em 1818,  volta a Viena. Em 1819, ele e Clemens Brentano fazem uma viagem a Roma, em companhia de Metternich e Gentz. Lá Schlegel encontra-se com sua mulher e filhos. Em 1820 ele funda a revista conservadora católica Concordia (1820–1823), sendo criticado por Metternich e por seu irmão August, então professor de Indologia em Bonn e envolvido como a tradução para o alemão do Bhagavad Gita, a partir do latim.
Friedrich Schlegel começa a publicação da coletânea Sämtliche Werke ('Obras Completas'). Ele também dá conferências, cujos textos seriam publicados em  Philosophie des Lebens ('Filosofia da Vida'), em 1828, Philosophie der Geschichte ('Filosofia da História'), em 1829, e Philosophie der Sprache und des Wortes ('Filosofia da Língua e da Palavra'), obra publicada postumamente, em 1830.

## Contribuições para a Linguística
Em Jena, o jovem Schlegel conviveu com Friedrich Ernst Daniel Schleiermacher, considerado o "pai da hermenêutica moderna". Desenvolveu, em vários ensaios publicados na revista Atheneaum, na última década do século XVIII, uma anti-hermenêutica que seria retomada na segunda metade do século XX pelo pensamento pós-estruturalista, com o qual a filologia schlegeliana apresenta visível afinidade.
A hermenêutica de  Schleiermacher, desenvolvida a partir de 1829, em muitos pontos parece construir-se como uma oposição às ideias de F. Schlegel, que não acredita na possibilidade do processo hermenêutico de elucidação do mal-entendido e do trecho obscuro por meio da familiarização daquilo que é estranho, pressuposto básico da hermenêutica de Schleiermacher.
De acordo com Maas: "A concepção de linguagem praticada e defendida por F. Schlegel opõe-se ainda a um conceito fundamental para a hermenêutica de Schleiermacher, que tem no trecho obscuro e no equívoco da inteligibilidade [Missverständnis] a fonte de sua metodologia de interpretação. Para Schleiermacher, é exatamente o Missverständnis que pode e deve ser elucidado através dos procedimentos de contextualização lingüística, estilística, histórica e histórico-literária, o que permitirá a completa interpretação e desvendamento do texto. A isso, Schlegel oporá o caráter irrevogavelmente opaco da linguagem, do qual a ironia se faz índice".

## Obras
- Vom ästhetischen Werte der griechischen Komödie. 1794. (Do Valor Estético da Comédia Grega)
- Über die Diotima. 1795. (Sobre Diotima)
- Versuch über den Begriff des Republikanismus. 1796. (Tentativa sobre o Conceito do Republicanismo)

- Georg Forster. 1797.  (Volltext)

- Über das Studium der griechischen Poesie. 1797. (Volltext) (Sobre o Estudo da Poesia Grega)
- Über Lessing. 1797. (Volltext) (Sobre Lessing)
- Kritische Fragmente. („Lyceums“-Fragmente), 1797. (Volltext) (Fragmentos críticos)
- Fragmente. (Athenaeums - Fragmente), 1798. (Volltext) (Fragmentos)
- Geschichte der Poesie der Griechen und Römer 1798. (História da Poesia dos Gregos e Romanos)
- Ueber Goethe’s Meister. 1798. (Volltext) (Sobre o Meister de Goethe)
- Lucinde. 1799. (Digitalisat und Volltext)
- Über die Philosophie. An Dorothea. 1799. (Volltext) (Sobre a Filosofia. A Dorothea)
- Ideen. 1800. (Volltext) (Ideias)
- Gespräch über die Poesie. 1800. (Volltext) (Conversa sobre a  Poesia)
- Über die Unverständlichkeit. 1800. (Volltext) (Sobre a Incompreensibilidade)
- Charakteristiken und Kritiken. 1801. (Caracterizações e Críticas)
- Transcendentalphilosophie. 1801. (Filosofia Transcendental)
- Alarkos. 1802.
- Reise nach Frankreich. 1803. (Volltext) (Viagem à França)
- Beiträge zur Geschichte der europäischen Literatur. 1803. (Volltext) (Contribuições para a História da Literatura Europeia)
- Pariser Neuigkeiten. 1803. (Volltext) (Notícias de Paris)
- Grundzüge der gotischen Baukunst. 1804/1805. (Compêndio de Arquitetura Gótica)
- Über die Sprache und Weisheit der Indier. 1808. (Digitalisat und Volltext) (Sobre a linguagem e a sabedoria dos indianos)
- Gedichte. 1809. (Poemas)
- Deutsches Museum. (Als Hg.) 4 Bde. Wien 1812–1813, Camesina > Zeitschriften Literatur.
- Geschichte der alten und neueren Literatur. Vorlesungen, 1815. (História da Literatura Antiga e Moderna)